# Росоха (Мазовецьке воєводство)
Росоха (пол. Rosocha) — село в Польщі, у гміні Нове-Място-над-Пилицею Груєцького повіту Мазовецького воєводства.
Населення — 197 осіб (2011).
У 1975-1998 роках село належало до Радомського воєводства.

## Демографія
Демографічна структура станом на 31 березня 2011 року:
|          | Загалом | Допрацездатний вік | Працездатний вік | Постпрацездатний вік |
| -------- | ------- | ------------------ | ---------------- | -------------------- |
| Чоловіки | 101     | 22                 | 68               | 11                   |
| Жінки    | 96      | 27                 | 50               | 19                   |
| Разом    | 197     | 49                 | 118              | 30                   |